# 서희부대
대한민국 제1100건설공병지원단(大韓民國 第1100建設工兵支援團, 상징명칭 : 서희부대(徐熙 部隊))은 2003년 이라크 전쟁으로 국토가 훼손된 이라크의 재건과 복구작업 지원 위해 파병된 대한민국 국군 부대이다. 2003년 4월에 처음으로 파병되어 이라크 남부 나시리아에서 이라크 전쟁으로 파괴된 시설을 복구 지원 활동을 펼쳤다.
'서희부대'는 고려에 요나라가 국경을 처들어 왔을 때 국서를 가지고 가 요나라의 장군과 담판을 짓고 요나라의 군대를 철수 시킨 고려시대 외교가인 서희의 이름을 따온 것이다.

## 역사
2003년 3월, 미국이 9.11 테러로 미국을 공격한 테러와의 전쟁을 선포하고 테러단과 손을 잡은 이라크에 공격을 개시했다. 미국은 대한민국에 지원을 요청했고 우리 정부는 2003년 4월 2일에 이라크전쟁 파견 동의안을 통과시켰다. 그리고 30일, 정부는 575명 규모의 이라크 건설 및 복구지원 목적으로 서희부대와 의료지원 목적으로 100명 규모의 제마 부대와 같이 이라크로 파병하였다.
서희부대는 미군 및 연합군의 기지 건설 지원과 이라크 전후 복구건설 지원으로 병원 및 학교시설을 보수 작업을 펼쳤다.
2004년 4월, 대한민국 정부는 민사와 재건을 목적으로 자이툰 부대를 추가 파병하게 된다. 그리하여 3진 부대원은 자이툰 부대의 주둔지가 있는 아르빌로 이동시켜 제마 부대와 같이 자이툰 부대로 흡수 편성하게 되어 2008년 12월 임무를 마쳤다.

## 같이 보기
- 대한민국의 평화유지활동
- 이라크 전쟁
- 다이만 부대
- 다산 부대
- 동의 부대
- 자이툰 부대
- 제마 부대